# Saint Jean l'Évangéliste à Patmos
Pour l’article homonyme, voir Saint Jean à Patmos pour le tableau de  Diego Vélasquez.
Saint Jean l'Évangéliste à Patmos, parfois appelé Saint Jean à Patmos, est un tableau du peintre néerlandais Jérôme Bosch. Il est actuellement exposé à la Gemäldegalerie, à Berlin, en Allemagne.
Le revers est également peint, et cette scène est intitulée Scènes de la Passion du Christ et le Pélican avec ses petits.

## Description
L'œuvre représente un épisode de la vie de saint Jean l'Évangéliste. Celui-ci s'est exilé à Patmos, selon la tradition pour échapper à la persécution de Domitien (bien que les historiens remettent en cause cette explication). Ce serait en tout cas à Patmos que l'apôtre aurait eu la révélation de l'Apocalypse après avoir vu une apparition du Christ. Jérôme Bosch illustre ici la vision de Jean, et la rédaction de ce texte.

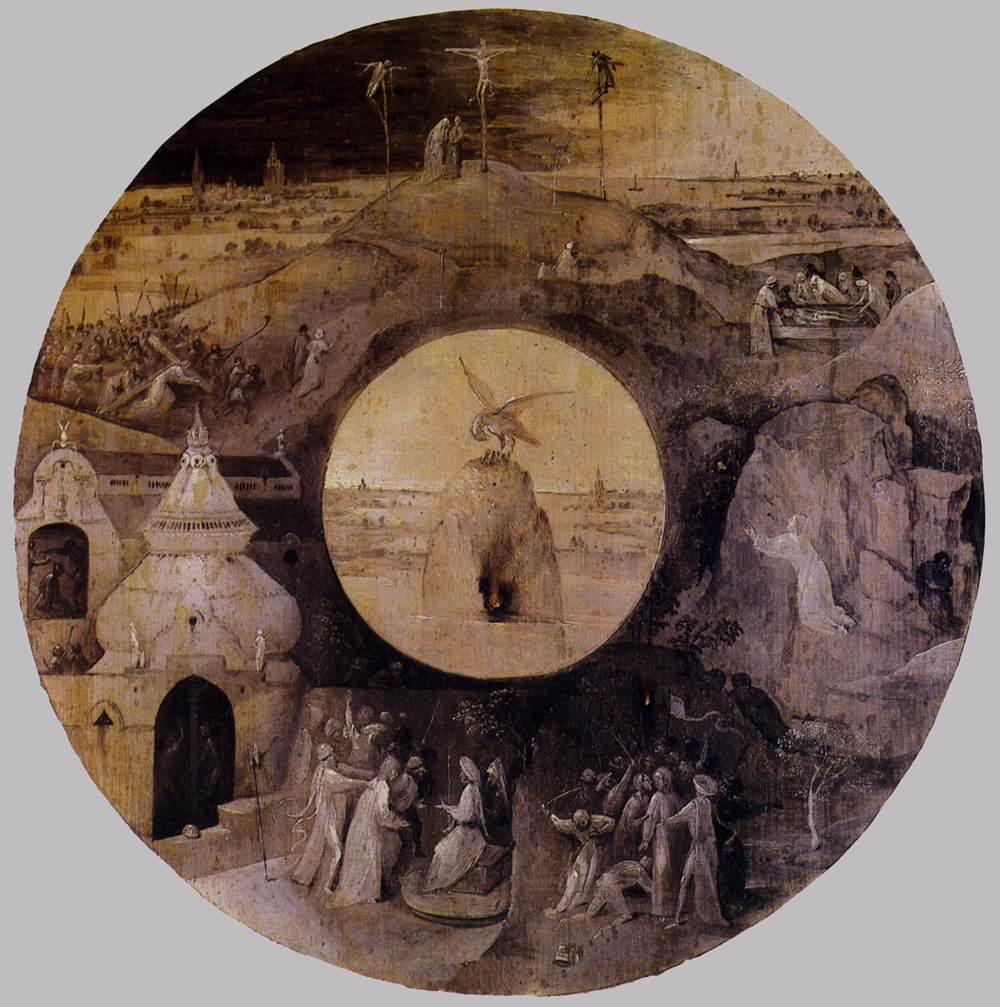
Revers du tableau, grisaille sur bois, diamètre 39 cm.

## Œuvres liées
Saint Jean l'Évangéliste à Patmos forme une paire avec Saint Jean-Baptiste dans le désert, qui est à Madrid. Dans les années 1940, il a été avancé que les deux tableaux avaient pu constituer les volets latéraux d'un retable. Cette hypothèse expliquerait la grisaille présente au revers ; en effet, une des caractéristiques des polyptyques était d'avoir le revers des panneaux latéraux décorés, afin de former une scène lorsque ceux-ci étaient en position fermée. Le retable en question est, peut-être, celui qui a été commandé à Jérôme Bosch pour la cathédrale Saint-Jean de Bois-le-Duc. 
L'œuvre est difficile à dater. S'il s'agit bien du retable de la cathédrale de Bois-le-Duc, il aurait été réalisé vers 1489, bien qu'une datation plus tardive ait également été avancée, en fonction d'autres critères.

## Sources et bibliographie
- (en) Cet article est partiellement ou en totalité issu de l’article de Wikipédia en anglais intitulé « St. John the Evangelist on Patmos » (voir la liste des auteurs).